# Hermann Fehr

Hermann Fehr (1990)

Hermann Fehr (° 1941), was een Zwitsers politicus.
Hermann Fehr is lid van de Sociaal-Democratische Partij. Hij was lid van de Regeringsraad van het kanton Bern.
Hermann Fehr was van 1 juni 1993 tot 31 mei 1994 voorzitter van de Regeringsraad (dat wil zeggen regeringsleider) van het kanton Bern.